# Engeweer
Engeweer is een streekje in de gemeente Eemsdelta in de provincie Groningen. Het ligt direct ten westen van Westerwijtwerd.
Het streekje ligt op en aan een wierde die op een kwelderwal ligt in de voormalige Fivelboezem. De bewoning gaat terug tot de Late IJzertijd (ca. 1e tot 3e eeuw). De wierde is deels afgegraven aan noordzijde. Engeweer vormde een buurtschap binnen het kerspel Westerwijtwerd; het wordt voor het eerst vermeld in 1386 als Edyngawerum, daarna in 1461 als Edingheweer. Uit 1532 en 1541 zijn contracten over landverkoop bewaard. In 1578 ondertekende Tiado tho Nansum namens de bewoners van Engeweer een overeenkomst over het uitgraven en verwijden van de Buyrdam (Boerdam). In 1612 hebben bewoners een geschil hebben met het Generale Zijlvest der Drie Delfzijlen. Bij Engeweer zijn resten van een steenhuis gevonden, die echter niet bewaard zijn. Begin 19e eeuw stonden er vier boerderijen. Daarvan staan er nu nog twee.